# Charrúa Gap
Das Charrúa Gap (englisch; bulgarisch седловина Чаруа sedlowina Tscharua) ist ein 275 m hoher, flacher und vereister Gebirgspass auf der Livingston-Insel im Archipel der Südlichen Shetlandinseln. Auf der Hurd-Halbinsel verläuft er zwischen dem Castillo-Nunatak im Norden und dem Charrúa Ridge im Süden. Sein Mittelpunkt liegt 2,5 km südöstlich des Sinemorets Hill und 3,35 km ostnordöstlich des Queen Sofia Mount. Nach Süden besteht eine Verbindung zum Napier Peak.
Dieser Gebirgspass bildet einen Zugang von der bulgarischen St.-Kliment-Ohridski-Station und der spanischen Juan-Carlos-I.-Station in das Inselinnere dar. Die bulgarische Kommission für Antarktische Geographische Namen benannte ihn 1997 in Anlehnung an die Benennung des Charrúa Ridge. Dessen Namensgeber ist die Charrúa, ein vormals unter dem Namen Marietta gelisteter Schlepper der United States Navy, der bei der von 1947 bis 1948 dauernden argentinischen Antarktisexpedition zum Einsatz kam.